# Brachoria mendota
Brachoria mendota är en mångfotingart som beskrevs av Keeton 1959. Brachoria mendota ingår i släktet Brachoria och familjen Xystodesmidae. Inga underarter finns listade i Catalogue of Life.